# GPG Racing
GPG Racing fue una pequeña escudería argentina de automovilismo. Fue fundada en el año 2011, como producto de la formación de una cooperativa de trabajo creada por los mecánicos y pilotos del hasta ese entonces equipo Lincoln Sport Group, el cual había anunciado su retirada de la categoría Turismo Carretera, tras un fallo de exclusión emitido por la Asociación Corredores de Turismo Carretera en la competencia realizada en el Autódromo Oscar y Juan Gálvez de la Ciudad de Buenos Aires, válido por la cuarta fecha de la Temporada 2011 de Turismo Carretera. El equipo se formó con los aportes realizados por los ex-mecánicos de la mencionada escudería y los pilotos Mauro Giallombardo, Gabriel Ponce de León y Néstor Girolami, quienes a la vez adquirieron los vehículos que venían piloteando en la escudería del escribano Hugo Cuervo. El nombre de la escudería fue tomado de las iniciales de los apellidos de los pilotos en ese entonces actuantes (Giallombardo, Ponce y Girolami)
El fallo que determinaría la turbulenta salida del equipo base del GPG Racing fue la exclusión de Gabriel Ponce de León quien obtuviera la victoria en la competencia corrida en el trazado porteño. Sin embargo, dicha victoria fue obtenida bajo ciertas anomalías antirreglamentarias en la ubicación de los lastres del vehículo, observación que fuera duramente cuestionada por Cuervo, quien manifestara que sus coches venían corriendo de esa forma desde 2008, lo que terminaría hechando un manto de duda al título obtenido por la escudería en 2009 de la mano del piloto Emanuel Moriatis. Tales declaraciones, fueron el detonante que determinaron la expulsión del TC de por vida para Hugo Cuervo y la suspensión del Lincoln Sport Group, aunque sin expulsión. Pero a causa de esta decisión, Cuervo se terminaría llevando consigo a su equipo, dejando a sus pilotos sin el medio necesario para competir, estando en posiciones expectantes en el torneo.
La historia de esta escudería tendría su punto final luego de la obtención del campeonato de Turismo Carretera por parte de Mauro Giallombardo en el año 2012 y el anuncio del regreso de Hugo Cuervo a la categoría, tras el levantamiento de su suspensión, restituyendo su escudería original, el Lincoln Sport Group.

## Historia
Tras la salida de Hugo Cuervo del TC, Mauro Giallombardo, Gabriel Ponce de León y Néstor Girolami se encontraban con un panorama desalentador. Con el Torneo encaminado, los tres pilotos debían hallar de manera imperiosa la posibilidad de continuar compitiendo, dado que los tres estaban ubicados en posiciones expectantes en el campeonato. A la ausencia de Ponce de León de la sexta fecha por sanción, se le sumaría la de Girolami, quien quedaba a pie por no haber encontrado una unidad disponible para poder seguir la lucha. Por su parte, Mauro Giallombardo conseguiría encontrar un vehículo para competir, sin embargo este no tenía la performance de su Falcon del LSG. Ante esta situación, Hugo Cuervo reaparecería en escena ofertándoles a sus expilotos la posibilidad de poder adquirir sus ex-unidades, como así también toda la estructura del ex-Lincoln Sport Group. Los tres pilotos se terminarían de reunir con el escribano, llegando a un común acuerdo y adquiriendo todo el paquete ofertado, para darle origen al GPG Racing (el nombre sale de las iniciales de Giallombardo, Ponce y Girolami, los nuevos propietarios de la escudería), iniciando una nueva etapa en el TC. La propiedad del equipo, quedó en manos de Néstor Giallombardo, padre de Mauro, y el mismo está compuesto por una Cooperativa formada por los ex-mecánicos del desaparecido Lincoln. Con sus autos devueltos, nuevamente los tres pilotos volverían a demostrar el potencial intacto de sus máquinas, poniendo a Ponce de León y Giallombardo en el podio de la carrera corrida en Junín, válida por la décima fecha del calendario 2011.
El equipo continuó batallando por el cetro del Turismo Carretera, poniendo a sus tres pilotos en el certamen de la eliminatoria. Sin embargo, nuevamente la polémica haría su ingreso debido a la modalidad implementada por los hombres del GPG para lograr la triple clasificación. Mauro Giallombardo, que venía ganando la 11.ª fecha de la Temporada 2011 de Turismo Carretera, corrida en el autódromo de la Ciudad de Paraná, renunció a dicha plaza para favorecer a su compañero de equipo Néstor Girolami, quien necesitaba de los puntos de la victoria para acceder a la duodécima plaza de la eliminatoria. Esta actitud fue reprendida por ACTC, aplicándole a Giallombardo una fecha de suspensión. De esa forma, Giallombardo también perdería chances de obtener el cetro ya que de haber ganado, se aseguraba el requisito fundamental para campeonar. La historia continuaría en las fechas siguientes, llegando a la 15.ª fecha, corrida en el Autódromo Juan Manuel Fangio de la localidad de Balcarce. Allí, la jornada terminaría con dos facetas: La primera, fue la satisfacción por el triunfo de Giallombardo, quien de esa forma lograba su habilitación como candidato. Pero la segunda faceta, terminaría opacando a la primera, ya que en esta fecha ocurriría el terrible accidente por el cual perdiera la vida el piloto Guido Falaschi, quien recibiría los choques de diferentes pilotos, siendo uno de ellos Néstor Girolami, piloto del GPG. Por dicho desenlace, poco hubo para festejar ese fin de semana. Finalmente, en la cita del cierre de año, el equipo GPG demostraría un nivel muy bajo de performance respecto a lo demostrado en el resto del año, dando como resultado final el quinto puesto en el torneo para Giallombardo, el sexto para Gabriel Ponce de León y el vigésimo para Néstor Girolami.
En 2012, el equipo renovó parcialmente su plantel gracias a un permiso otorgado por ACTC, referido al cupo de pilotos de la misma marca en una misma escudería. De esta forma, Néstor Girolami, miembro fundador del equipo, se retiraría pasando a la escudería Maquin Parts Racing. Su lugar fue ocupado por el piloto Juan Bautista De Benedictis, integrando una estructura satélite a la principal del GPG Racing. De esta forma, el equipo contaría con tres unidades Ford Falcon en el mismo equipo.

## Formación 2012
- Mauro Giallombardo - Ford Falcon #5
- Gabriel Ponce de León - Ford Falcon #8
- Juan Bautista De Benedictis - Ford Falcon #22